# El Paraíso (El Oro)
El Paraíso (span. für „das Paradies“) ist eine Ortschaft und eine Parroquia rural („ländliches Kirchspiel“) im Kanton Las Lajas der ecuadorianischen Provinz El Oro. Die Parroquia besitzt eine Fläche von 76,72 km². Die Einwohnerzahl lag im Jahr 2010 bei 761. Die Parroquia El Paraíso wurde am 30. Mai 1990 gegründet (Registro Oficial N° 899).

## Lage
Die Parroquia El Paraíso liegt in den westlichen Ausläufern der Anden im Südwesten von Ecuador. Das Gebiet liegt etwa 10 km von der peruanischen Grenze entfernt. Im Süden reicht das Areal bis zum Río Puyango. Die Quebrada Las Lajas durchquert den zentralen Teil des Verwaltungsgebietes in südwestlicher Richtung. Im Nordosten erhebt sich der 757 m hohe Cerro Pan de Azúcar. Die Fernstraße E25 (Arenillas–Alamor) verläuft entlang der südwestlichen Verwaltungsgrenze. Der 425 m hoch gelegene Hauptort El Paraíso befindet sich knapp 4 km ostnordöstlich des Kantonshauptortes La Victoria. ´
Die Parroquia El Paraíso grenzt im Nordosten an die Parroquia San Isidro, im Osten an die Parroquia Marcabelí (Kanton Marcabelí), im Süden an die Provinz Loja mit den Parroquias Orianga (Kanton Paltas), Ciano und Alamor (beide im Kanton Puyango), im Südwesten an die Parroquia La Libertad, im Westen an das Municipio von La Victoria sowie im äußersten Norden an die Parroquia Palmales (Kanton Arenillas).

## Orte und Siedlungen
Neben dem Hauptort El Paraíso gibt es in der Parroquia noch folgende Recintos: Los Laureles. El Tigre, Morales, San Vicente und Villa Seca.